# Acanthocarpus rupestris
Acanthocarpus rupestris là một loài thực vật có hoa trong họ Măng tây. Loài này được A.S.George mô tả khoa học đầu tiên năm 1986.